# Montezuma (Iowa)
Montezuma es una ciudad ubicada en el condado de Poweshiek en el estado estadounidense de Iowa. En el Censo de 2010 tenía una población de 1462 habitantes y una densidad poblacional de 226,43 personas por km².

## Geografía
Montezuma se encuentra ubicada en las coordenadas 41°34′59″N 92°31′40″O / 41.58306, -92.52778. Según la Oficina del Censo de los Estados Unidos, Montezuma tiene una superficie total de 6.46 km², de la cual 6.43 km² corresponden a tierra firme y (0.48%) 0.03 km² es agua.

## Demografía
Según el censo de 2010, había 1462 personas residiendo en Montezuma. La densidad de población era de 226,43 hab./km². De los 1462 habitantes, Montezuma estaba compuesto por el 98.15% blancos, el 0.41% eran afroamericanos, el 0.34% eran amerindios, el 0.07% eran asiáticos, el 0% eran isleños del Pacífico, el 0.27% eran de otras razas y el 0.75% pertenecían a dos o más razas. Del total de la población el 1.37% eran hispanos o latinos de cualquier raza.